# Coronis (amante de Apolo)

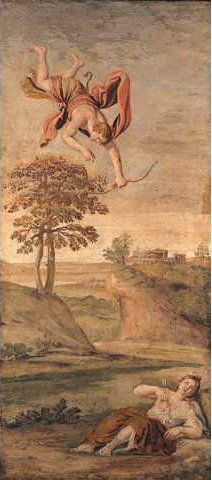
Domenico Zampieri: Apolo flecha a Coronis (Apollo trafigge Coronide, 1616 - 1618). Villa Aldobrandini.

En la mitología griega, Coronis o Corónide (en griego Κορωνίς, Korōnís) es una muchacha de Larisa amante del dios Apolo con el que engendró a Asclepio. Es la hija de Flegias, rey de los lápitas, y de Cleofeme, hija de Malo y la musa Erato, aunque es esa versión se le llama Egle. En otras fuentes se la llama «muchacha azántida», lo que implica que su padre fue Azán, rey de Arcadia, o bien se refiere a que Corónide era natural de la tierra arcadia. No obstante, como sucede con las leyendas del pueblo de los lapitas, a veces se los ubica en Tesalia y otras en Arcadia, indistintamente.
Coronis le fue infiel a Apolo con un joven tesalio. Según las obras de Hesíodo, Píndaro, Calímaco, Pausanias y el Pseudo-Apolodoro, el joven se llama Isquis, hijo de Élato; Antonino Liberal lo llama Alcioneo. El dios Apolo es avisado del asunto por un cuervo, animal de plumaje blanco hasta entonces, pero castigado por su indiscreción por Apolo, quien lo vuelve totalmente negro y portador de malos agüeros. Esta metamorfosis es narrada tanto por Calímaco como por Hesíodo.

### Versión de Hesíodo
Coronis, indómita doncella, habitaba en Colinas Gemelas, en la llanura de Dotio, frente al Ámiro de muchas uvas, y que se lavaba los pies en el lago Bebe. En los poemas atribuidos a Hesíodo se cuenta lo siguiente sobre Coronis: 
«Entre tanto como mensajero un cuervo vino del sagrado banquete a la muy divina Pito y comunicó acciones oscuras a Febo de intonsa cabellera, que Isquis, hijo de Élato, se había casado con Coronis, la hija de Flegias de origen divino».

### Versión de Calímaco
Calímaco nos habla de la maldición que profirió Atenea al cuervo:
«. . .No habrá (gratitud) alguna por (tu) audacia... mensajero de males ... Pues que dado te fuera (estar) viva en el tiempo ... para que vieses cómo inspiran (las Trías) a la anciana corneja. Sí, te lo juro (pues no están aún los días todos cumplidos), si, te lo juro por mi pellejo arrugado, por el árbol este por reseco que esté ... quebrando la vara y el eje los soles no tienen todos su pie en el poniente, sino que habrá tarde o noche, mediodía o alborada cuando el cuervo, que ahora podrá competir con los cisnes incluso por el color de sus plumas y con la leche y con la espuma en la cresta de la ola, como la pez de negras lleve sus alas tupidas: galardón de sus nuevas, que Febo habrá de donarle en una ocasión, sabedor de una impura conducta acerca de la hija de Flegias, de Corónide, que fue en pos de Isquis, el hábil jinete».

### Versión de Ovidio
Cuenta Ovidio que hubo una ocasión en la que el cuervo locuaz, que antes era blanco, se transformó en un ave de alas negras. Ese pájaro fue en otro tiempo plateado, de plumas tan blancas que igualaba a las palomas sin mácula y no eran inferior a los gansos. Le perdió, según dicen, su lengua, pues el cuervo es un pájaro lenguaraz y osado. Se dice que en toda Hemonia no hubo ninguna muchacha más hermosa que Coronis de Larisa. A Apolo le gustaba mucho la muchacha mientras ella se mantenía casta o mantenía su romance con Apolo en más estricto secreto. Pero el cuervo se percató de la infidelidad de Coronis y rápidamente le fue con el cuento a Apolo. El dios maldijo al ave por ser una figura de mal agüero pues Apolo tenía sus sospechas. Se presentó ante Coronis, que en ese momento estaba disfrutando con su amante Isquis y, ciego por la cólera, disparó una flecha que atravesó a Coronis e Isquis, matando al muchacho al instante. Coronis, antes de morir, le confesó a Apolo que si ella moría entonces también lo haría el fruto de su vientre, cuyo padre era el propio Apolo. En ese momento el dios, arrepentido, intentó usar sus aptitudes curativas para salvar a la muchacha pero quiso el hado que ningún esfuerzo diera sus frutos. Apolo no tuvo más remedio que rendirse ante la evidencia y preparó una pira para quemar los cuerpos. Pero antes arrebató al niño del vientre póstumo de su madre y lo llevó a la cueva de Quirón para que tutelase a Asclepio cuando llegase el momento.

### Versión de Higino
Higino dice que cuando Apolo dejó encinta a Corónide, hija de Flegias, le colocó un cuervo como guardián a fin de que nadie la violara. Con ella se acostó Isquis, hijo de Élato; por esto Zeus lo fulminó con un rayo. Apolo golpeó a Corónide, que estaba encinta, y la mató. De su útero extrajo a Asclepio y lo crio; y al cuervo que se había encargado de su custodia lo transformó de blanco en negro. Más adelante el autor, confundiendo genealogías, dice que Macaón era hijo de Asclepio y Corónide.

### Versión de Pausanias
Sucedió que Epidauro fue consagrado especialmente a Asclepio por la siguiente razón. Dicen los epidaurios que Flegias fue al Peloponeso con pretexto de ver la región. Flegias era, en efecto, el más belicoso de su época y, atacando en todas partes a los que encontraba, robaba los frutos y se llevaba el ganado. Cuando vino al Peloponeso le acompañaba su hija Corónide, que le tenía todavía oculto a su padre que estaba embarazada de Apolo. Cuando dio a luz en la región de Epidauro, expuso a su hijo en el monte que entonces se llamaba Titio y más tarde Mirtio. Corónide, cuando estaba embarazada de Asclepio, tuvo relaciones con Isquis, hijo de Élato, y murió a causa de Artemisa, que castigó el ultraje contra Apolo; y se dice que, cuando ya estaba encendida la pira, Hermes arrebató al niño de las llamas.
También dice Pausanias dice de Corónide que en Titane (Sición) hay una xóana que no está fija en ningún lugar del templo; pero cuando son sacrificados al dios un toro, un cordero y un cerdo, trasladan a la Corónide a un santuario de Atenea y allí le rinden culto. Todas las partes de las víctimas las ofrecen en sacrificio, pues no se contentan con cortarles los muslos, y las queman en el suelo, excepto los pájaros, que queman sobre el altar.